# Dysphania roepstorfii
Dysphania roepstorfii är en fjärilsart som beskrevs av Moore 1877. Dysphania roepstorfii ingår i släktet Dysphania och familjen mätare. Inga underarter finns listade i Catalogue of Life.